# Ludger Hünnekens
Ludger Hünnekens (* 15. Juli 1953 in Münster) ist ein deutscher Kulturmanager. 

## Leben

### Ausbildung
Sein Abitur erwarb Hünnekens 1974 am Collegium Augustinianum Gaesdonck in Goch (Niederrhein). Von 1977 bis 1987 studierte er Klassische Archäologie, Kunstgeschichte, Geschichte und Philosophie an der Universität Freiburg. Im Jahr 1984 erhielt er ein DAAD-Stipendium für Athen. 1985–1987 erhielt er das Promotionsstipendium des Landes Baden-Württemberg. Seine Promotion erfolgte 1987 an der Universität Freiburg bei Gerhard Hiesel.

### Beruflicher Werdegang
In der Zeit von 1987 bis 1990 war Hünnekens wissenschaftlicher Volontär am Badischen Landesmuseum, Karlsruhe, verbunden mit Ausgrabungen in Griechenland. Ein Forschungsaufenthalt in der Villa Giulia in Rom schloss sich an. Von 1990 bis 1996 war er Vorstandsreferent des Zentrums für Kunst und Medientechnologie (ZKM) in Karlsruhe und in dieser Position u. a. Organisator der „MultiMediale“, Mitarbeiter beim Aufbau des Museums für Neue Kunst und verantwortlich für die Öffentlichkeitsarbeit. Als Geschäftsführer des Kulturkreises der deutschen Wirtschaft im Bundesverband der Deutschen Industrie und Geschäftsführer des von ihm mit initiierten Arbeitskreises Kultursponsoring, Köln und Berlin, war Hünnekens von 1996 bis 2000 tätig und in dieser Zeit u. a. verantwortlich für die Wanderausstellung „Ars Viva“.
Anschließend war Hünnekens von 2000 bis 2004 Geschäftsführendes Mitglied des Stiftungsrates der neu gegründeten Allianz Kulturstiftung in München und hierbei verantwortlich für zahlreiche internationale Künstlerförderprojekte und u. a. Co-Kurator der Ausstellung „Dissimile – Prospektion: Junge Europäische Kunst“ (2003). Mit seinem Amtsantritt im Oktober 2004 übernahm erstmals eine nicht zum Lehrkörper der Hochschule gehörende Persönlichkeit das Amt des Rektors der Staatlichen Akademie der Bildenden Künste Stuttgart. Er konnte in dieser Funktion eine Novellierung des Landeshochschulgesetzes erwirken, mit dem Ergebnis, dass für die Studiengänge der Freien Kunst das zweistufige Curriculum mit BA- und MA-Abschlüssen nicht zur Anwendung kam, sondern die einstufige Studienstruktur mit Diplomabschluss beibehalten blieb. Nachdem die zuständigen Hochschulgremien einer zweiten Amtsperiode nicht zustimmten, schied Hünnekens 2010 aus dem Beschäftigungsverhältnis der Akademie aus. Seit November 2005 ist er Honorarprofessor der Pädagogischen Hochschule Ludwigsburg am Institut für Kulturmanagement. Diese Bestellung erfolgte aufgrund seiner vielfältigen wissenschaftlichen und beruflichen Erfahrungen im Kulturmanagement in Deutschland. Von Oktober 2010 bis September 2012 war er Direktor des Museum Frieder Burda und Geschäftsführer der Stiftung Frieder Burda, Baden-Baden. Anschließend war er freischaffender Kunst- und Kulturberater mit den Arbeitsschwerpunkten Stiftungen, Museen, Unternehmenskommunikation und Kulturverwaltung. Nach einer Wahl durch den Magistrat der Wissenschaftsstadt Darmstadt trat Hünnekens im Februar 2015 ebenda die Stelle des Kulturreferenten und zugleich des Ersten Betriebsleiters des Eigenbetriebs Kulturinstitute an.

## Ehrenämter
- Vorstandsmitglied der Peter-Klöckner-Stiftung, Duisburg
- Kuratoriumsmitglied des Zentrums für Angewandte Kulturwissenschaft und Studium Generale der Universität Karlsruhe
- Stiftungsratsmitglied der Erich-Schelling-Architekturstiftung, Karlsruhe
- Mitglied des Beirates des aed, Verein zur Förderung von Architektur, Engineering und Design, Stuttgart
- Mitglied im Kuratorium der Kunststiftung Baden-Württemberg gGmbH, Stuttgart
- Außerordentliches Mitglied im Deutschen Künstlerbund, Berlin
- Jurymitglied des Österreichischen Kunstsponsoringpreises, „Maecenas“, Wirtschaft für Kunst, Wien
- Mitglied im Kuratorium der Triennale Kleinplastik, Fellbach